# 肖涵
肖涵（1994年9月7日—，吉林），中国女子短道速滑运动员。她在2012年的第12届中国全国冬季运动会上夺得777米金牌。